# Costoanachis hotessieriana
Costoanachis hotessieriana là một loài ốc biển, là động vật thân mềm chân bụng sống ở biển trong họ Columbellidae.